# Ка Рандо (Пезаро и Урбино)
Ка Рандо је насеље у Италији у округу Пезаро и Урбино, региону Марке.
Према процени из 2011. у насељу је живело 16 становника. Насеље се налази на надморској висини од 592 м.